# John Fletcher (snowboardzista)
John Fletcher (ur. 14 października 1981) – australijski snowboardzista. Nie startował na igrzyskach olimpijskich. Na mistrzostwach świata najlepszy wynik uzyskał na mistrzostwach w Madonna di Campiglio, gdzie zajął 23. miejsce w snowcrossie. Najlepsze wyniki w Pucharze Świata osiągnął w sezonie 2000/2001, kiedy to zajął 38. miejsce w klasyfikacji generalnej.

## Sukcesy

### Mistrzostwa Świata
| Miejsce | Dzień       | Rok  | Miejscowość          | Konkurencja       | Zwycięzca           |
| ------- | ----------- | ---- | -------------------- | ----------------- | ------------------- |
| 26.     | 22 stycznia | 2001 | Madonna di Campiglio | Gigant            | Jasey-Jay Anderson  |
| 43.     | 24 stycznia | 2001 | Madonna di Campiglio | Gigant równoległy | Nicolas Huet        |
| 52.     | 26 stycznia | 2001 | Madonna di Campiglio | Slalom równoległy | Gilles Jaquet       |
| 44.     | 27 stycznia | 2001 | Madonna di Campiglio | Halfpipe          | Kim Christiansen    |
| 23.     | 28 stycznia | 2001 | Madonna di Campiglio | Snowboardcross    | Guillaume Nantermod |

### Puchar Świata

#### Miejsca w klasyfikacji generalnej
- 1999/2000 - 57.
- 2000/2001 - 38.

#### Miejsca na podium
1. Ischgl – 6 lutego 2000 (Snowcross) - 2. miejsce
2. Sapporo – 16 lutego 2001 (Snowcross) - 3. miejsce